# گای آزاد
مرد آزاد (انگلیسی: Free Guy) یک فیلم آمریکایی در ژانر اکشن کمدی علمی تخیلی است که در سال ۲۰۲۱ منتشر شد. این فیلم به کارگردانی شاون لوی از فیلم‌نامه‌ای نوشتهٔ مت لیبرمن و زک پن و داستانی از لیبرمن است. در این فیلم رایان رینولدز در نقش یک متصدی بانک ایفای نقش می‌کند که متوجه می‌شود در واقع یک شخصیت غیرقابل‌بازی در یک بازی ویدیوئی جهان باز است و قهرمان داستان می‌شود و سعی می‌کند دوستان خود را از حذف توسط سازنده بازی نجات دهد. تایکا وایتیتی، جودی کومر، جو کیری، لیل رل هاوری و اوتکرش امبدکار از دیگر بازیگران فیلم هستند.
مرد آزاد پس از یک سال تأخیر به دلیل همه‌گیری کویید-۱۹، در ۱۳ اوت ۲۰۲۱ توسط استودیو قرن بیستم در ایالات متحده به صورت سینمایی در فرمت‌های RealD 3D، آی‌مکس و دالبی سینما منتشر شد. این فیلم بیش از ۳۳۱ میلیون دلار در سراسر جهان فروش داشته و به‌طور کلی نقدهای مثبتی از سوی منتقدان را دریافت کرده‌است. مفهوم هوشمندانهٔ این فیلم مورد تحسین منتقدان قرار گرفت و به‌طور مثبت با ترکیبی از آثار بازیکن شماره یک آماده، نمایش ترومن، ماتریکس، اتومبیل‌دزدی بزرگ، سایبرپانک ۲۰۷۷ و فورتنایت مقایسه شد.

## داستان
یک کارمند معمولی بانک که به روزمرگی دچار شده‌است متوجه می‌شود که در واقع یک NPC (شخصیت غیرقابل بازی) در یک بازی ویدیویی اکشن و جهان باز است. او عاشق دختری به اسم مولوتوف(میلی) می‌شود که دختر رویا های اوست. حال او باید با این واقعیت کنار بیاید که او تنها کسی است که می‌تواند جهان را نجات دهد.